# Дечин (округ)
Дєчін (чеськ. Okres Děčín) — адміністративно-територіальна одиниця в Устецькому краї Чеської Республіки. Адміністративний центр — місто Дечин. Площа округу — 908,58 кв. км., населення становить 128 449 осіб(2021).
До округу входить 52 муніципалітети, з котрих 14  — міста.